# 이매리 (배우)
이매리(1972년 1월 11일 ~ )는 대한민국의 연예인, MC다.

## 생애
1994년, 서울 MBC 공채 MC 3기로 주로 MC를 맡다가 2003년 이후부터 연기자 등 다방면에서 활동했다. 
2019년, 페이스북에 '대한민국 국기를 부시겠다'는 포스트를 올렸다. 그 전에도 방송에서 "정치인, 재벌만 보면 가슴이 벌렁벌렁한다"는 발언을 하며 옷을 벗는 등의 행동을 했다. 2022년 12월 1일, 삼성전자의 이재용 회장이 제일모직과 삼성물산 합병 과정에서 주가를 조작한 혐의로 2020년 9월 기소된 사건에 대한 재판을 받기 위해 서울 서초구 법원 앞에 도착했을 때 계란을 투척하였다.

## 연기 활동/필모그래피

### 영화
- 2008년 도레미파솔라시도 ... 동희 역
- 2005년 작업의 정석 ... (특별출연)
- 2004년 월희의 백설기
- 2003년 낭만자객 ... 미선 역
- 2003년 별 ... 김간호사 역
- 2003년 최후의 만찬 ... 강해인 역
- 1997년 일팔일팔 ... 앵커 역 (특별출연)

### TV 드라마
- 2014년 KBS1 《KBS 드라마 스페셜 - 카레의 맛》
- 2011년 ~ 2012년 OCN 《특수사건 전담반 TEN》 - 맞선 업체 직원 역
- 2011년 SBS 《신기생뎐》 - 이도화 역
- 2009년 MBC 《2009 외인구단》
- 2009년 MBC 《내조의 여왕》
- 2008년 MBC 《천하일색 박정금》
- 2008년 KBS1 《큰 언니》 - 영순 역 덕기의 아내
- 2007년 KBS2 《인순이는 예쁘다》
- 2006년 MBC 《도로시를 찾아라》
- 2006년 SBS 《연개소문》
- 2005년 OCN 《가족연애사》
- 2006년 KBS2 《그 여자의 선택》
- 2004년 SBS 《아내의 반란》
- 2004년 MBC 《사랑한다 말해줘》

## 그 외 방송 활동

### 예능
- MBC 데이터 쇼 이것이 궁금하다. MC
- MBC 세계로 가는 장학퀴즈 MC
- SBS TV 야생의 나라 MC
- MBC TV타고 세계로 MC
- MBC 비바 스포츠 천국 MC
- KBS TV유치원 하나 언니
- EBS 건강 클리닉 MC
- KBS TV는 사랑을 싣고 MC
- KBS 가족오락관 게스트

### TV 시트콤
- MBC 《남자 셋 여자 셋》 ... 목소리 출연으로 카메오(1997년)

### 라디오 프로그램
- 2015년 EBS FM 《EBS 책 읽는 라디오 낭독 시리즈》

## 활동
- 2014년, 카타르 월드컵 성공 개최를 위한 미니콘서트와 프레젠테이션 기획, MC
- 2015년, 카타르 모자 빈트 나세르 셰이카(Mozah bint Nasser Sheikha) 카타르 국왕모후 방한전 홍보 참여
- 2015년, 카타르 교육최우선재단(EAA,Education Above All) 홍보 참여, 한국
- 2016년, 카타르팀 원정 응원, 중국
- 2016년, 오만상공회의소, 교육위원회 방한 수행
- 2017년, 카타르 원정 응원, 카타르
- 2018년, 방송과 드라마 불공정행위 폭로
- 2018년, 2022년 카타르 월드컵 캠페인, 러시아

## 수상
- 2010 자랑스런외대인시상식 외대인상 공로상

## 참고 사항
- 1997년 일본현지에서 프랑스 월드컵 예선전 도쿄대첩 생방송 인터뷰 진행